# Chiesa di San Bartolomeo (Buonconvento)
La chiesa di San Bartolomeo è un luogo di culto cattolico che si trova in località Castelnuovo Tancredi a Buonconvento.
Risalente forse al XIII secolo, subì un primo restauro nel 1336 e un altro nel 1655. Sull'altare si trovava un piccolo dipinto ovale raffigurante il Martirio di san Bartolomeo, ritenuto il bozzetto della tela dipinta da Alessandro Casolani per la chiesa del Carmine a Siena, in realtà rielaborazione più tarda dello stesso soggetto ad opera di un pittore della metà del Seicento; l'opera è oggi esposta sulla parete destra.
Nella chiesa si trovava una Madonna col Bambino, che costituiva la parte centrale del polittico commissionato per l'altare maggiore dopo i restauri del 1336; riscoperta come opera di Pietro Lorenzetti, sotto la ridipintura settecentesca che l'aveva trasformata in fiacca opera devozionale, la tavola è oggi esposta al Museo di arte sacra della Val d'Arbia.